# Савон, Амарилис
Амари́лис Саво́н Кармена́те (исп. Amarilis Savón Carmenate; род. 13 мая 1974, Гавана) — кубинская дзюдоистка, трёхкратная бронзовая медалистка Олимпийских игр. Чемпионка мира по дзюдо.

## Спортивная биография

### Олимпийские игры 1992
На серьёзном уровне Амарилис начала выступать в 1991 году и сразу же стала бронзовой медалисткой на чемпионате Кубы по дзюдо, а уже через год стала чемпионкой национального первенства. Этот успех позволил Савон отобраться на Олимпийские игры 1992 в Барселону в категории до 48 кг. В первой же схватке кубинке досталась сильная японская спортсменка Рёко Тамура, будущая серебряная медалистка игр. Потерпев поражение Савон смогла продолжить борьбу за 3-е место в утешительном турнире. Одержав победы в четырёх схватках, две из которых закончились досрочно, 18-летняя Савон завоевала свою первую бронзовую медаль Олимпийских игр.

### Олимпийские игры 1996
За следующие 4 года Савон выиграла 4 национальных чемпионата. А в 1995 году Амарилис стала чемпионкой панамериканских игр 1995 в аргентинском Мар-дель-Плата, а также была завоёвана бронза чемпионата мира. На летние Олимпийские игры 1996 Савон отправлялась в качестве одной из главных претенденток на победу. На играх Амарилис, не испытав особого сопротивления со стороны соперниц, дошла до полуфинала, где вновь встретилась с японкой Рёко Тамура. И снова удача была на стороне азиатской спортсменки. В утешительном раунде за бронзу Савон предстояло сразиться с француженкой Сарой Нишило. Одержав победу Савон завоевала вторую бронзовую медаль.

### Олимпийские игры 2000
За 4 года Савон пополнила свою коллекцию побед на национальном чемпионате, также на счету кубинки золото Панамериканских игр 1999 в Виннипеге и два серебра чемпионатов мира. На летних Олимпийских играх 2000 от Савон вновь ожидали медали игр. В этот раз пути Амарилис и японки Тамура могли пересечься лишь в финале. И если японка дошла до заключительной стадии, то кубинка оступилась уже в четвертьфинале. «Обидчицей» Савон стала россиянка Любовь Брулетова. И вновь Амарилис предстоял утешительный раунд. Пройдя спортсменку из Великобритании Викторию Данн, Савон неожиданно уступила бельгийке Энн Симонс. В итоге кубинка заняла лишь седьмое место.

### Олимпийские игры 2004
После игр в Сиднее Савон взяла небольшой перерыв в соревновательной карьере. На татами кубинка вернулась в 2002 году, перейдя в весовую категорию до 52 кг. Первым серьёзным успехом в этой категории стала победа на Панамериканских игр 2003. Через месяц последовало первое золото чемпионатов мира. На Олимпийских играх 2004 в Афинах никто не знал, что стоит ждать от 30-летней спортсменки. Дойдя до полуфинала, Савон вновь встретилась с японской спортсменкой (Юки Ёкосава). И снова Амарилис уступила. Победа над алжирской дзюдоисткой Салимой Суакри позволила Савон стать трёхкратной бронзовой медалисткой Олимпийских игр.
После игр Савон завершила свою спортивную карьеру.